# SV Schalding-Heining
Sport Verein Schalding-Heining e.V. é uma agremiação esportiva alemã, fundada a 22 de maio de 1946, sediada em Passau, na Baviera.

## História
Foi o primeiro vencedor da Copa da Baviera em 1998. 
Foi criado após a Segunda Guerra Mundial. A maior parte de seus atletas integrou o FC Rittsteig, o qual foi extinto durante a guerra. Seu primeiro jogo foi um amistoso entre as aldeias de Schalding e Heining, que terminou 0 a 0. Originalmente, o nome do clube era simplesmente SV Schalding, mas no início de 1950 foi alterado para SV Schalding-Heining.
O clube alcançou algum sucesso imediato, ao ganhar a sua liga, a C-Klasse Passau e conseguir a promoção para a B-Klasse Passau em 1947. Nas quatro décadas seguintes, o SV SH flutuaria entre a local A-Klasse e C-Klasse, este último o nível mais baixo da liga de futebol, na Baviera.
Em 1989, o clube pela primeira vez, conseguiu deixar os certames locais, ganhando a promoção para a Bezirksliga Niederbayern-Ost (VI). Depois de um curto período, voltou a esse nível em 1992. O SV sobreviveu nesse campeonato e ganhou a promoção para a Bezirksoberliga Niederbayern, em 1994, a maior liga na região da Baixa Baviera.
Conquistou o título em sua primeira temporada, mas preferiu recusar a promoção para o nível seguinte. Um segundo título, em 1999, no entanto, significava a promoção para a Landesliga Bayern-Mitte. O clube desde então participou dessa divisão, conquistando um segundo lugar, em 2007, seu maior sucesso. Na temporada, 2006-07, conseguiu ganhar 14 jogos seguidos, os quais, contribuíram em grande parte para essa conquista. A equipe se qualificou para a fase de promoção na qual perdeu para o TSV Großbardorf por 3 a 2 depois de liderar por 2 a 0 depois de 11 minutos. 
Desde então em nível nacional, a equipe não alcançou resultados relevantes. Entretanto, em nível local se tornou a primeira equipe a vencer a Copa da Baviera em 1998. Consequentemente se classificou para a disputa da Copa da Alemanha, na temporada 1998-1999, na qual foi eliminado pelo SpVgg Unterhaching na primeira fase da competição. Além disso, também venceu a Copa Niederbayern em quatro ocasiões, em 1998, 2003, 2007 e 2009.
Participava de sua décima-primeira temporada na Landesliga, a de 2008-09, quando finalmente ganhou a promoção para a Oberliga Bayern, depois de chegar em primeiro lugar na liga. Também venceu a Copa Niederbayern mais uma vez. 
Permaneceu apenas duas temporadas no maior campeonato da Baviera, sendo rebaixado em 2011. Na temporada 2011-12 a equipe ficou em segundo lugar na Landesliga e ganhou o direito de tomar parte da fase de promoção à nova Regionalliga Bayern. Mesmo eliminado na primeira fase pelo 1. FC Schweinfurt 05, se classificou para a Bayernliga então expandida a partir de 2012.

## Títulos
| - Landesliga Bayern-Mitte (VI) - Campeão: 2009 - Vice-campeão: 2007, 2012 - Bezirksoberliga Niederbayern (VI) - Campeão: (2) 1995, 1999 - Vice-campeão: 1997 | - Bavarian Cup - Campeão: 1998 - Niederbayern Cup - Campeão: (4) 1998, 2003, 2007, 2009 - Vice-campeão: (2) 2000, 2006 |

## Cronologia recente
A recente performance do clube:
| Temporada | Divisão                 | Módulo | Posição |
| 1999–2000 | Landesliga Bayern-Mitte | V      | 5º      |
| 2000–01   | Landesliga Bayern-Mitte | V      | 10º     |
| 2001–02   | Landesliga Bayern-Mitte | V      | 5º      |
| 2002–03   | Landesliga Bayern-Mitte | V      | 11º     |
| 2003–04   | Landesliga Bayern-Mitte | V      | 4º      |
| 2004–05   | Landesliga Bayern-Mitte | V      | 13º     |
| 2005–06   | Landesliga Bayern-Mitte | V      | 10º     |
| 2006–07   | Landesliga Bayern-Mitte | V      | 2º      |
| 2007–08   | Landesliga Bayern-Mitte | V      | 5º      |
| 2008–09   | Landesliga Bayern-Mitte | VI     | 1º ↑    |
| 2009–10   | Bayernliga              | V      | 13º     |
| 2010–11   | Bayernliga              | V      | 17º ↓   |
| 2011–12   | Landesliga Bayern-Mitte | VI     | 2º ↑    |
| 2012–13   | Bayernliga Süd          | V      | º       |

## Copa da Alemanha
| Fase        | Data                 | Mandante             | Adversário         | Resultado | Público |
| First round | 28 de agosto de 1998 | SV Schalding-Heining | SpVgg Unterhaching | 0 a 1     | 2.200   |

## Fonte
- Grüne, Hardy (2001). Vereinslexikon. Kassel: AGON Sportverlag ISBN 3-89784-147-9